# Адольф Кокседер
Адольф Кокседер  (нім. Adolf Koxeder, 9 жовтня 1934) — австрійський бобслеїст, олімпійський медаліст.

## Виступи на Олімпіадах
| Олімпіада    | Дисципліна | Місце |
| ------------ | ---------- | ----- |
| Інсбрук 1964 | четвірка   | 2     |